# 정병곤
정병곤(鄭炳坤, 1988년 3월 23일 ~ )은 전 KBO 리그 두산 베어스의 내야수이자, 현 KBO 리그 삼성 라이온즈의 2군 주루/내야코치이다.

## 선수 시절

### LG 트윈스시절
2011년에 입단하였다. 2011년 9월 15일 삼성 라이온즈와의 경기에 출전하며 데뷔 첫 경기를 치렀고, 경기에서 2타수 무안타를 기록했다. 2012년 12월 14일 삼성 라이온즈와의 구단 간 최초의 트레이드로 노진용, 김태완과 함께 연고 팀 삼성 라이온즈로 이적했다.

### 삼성 라이온즈시절
이적 후 2013년 6월 28일 KIA전에서 첫 안타이자 끝내기 안타를 기록했다. 김상수가 부상으로 시즌 아웃되자 2013년 한국시리즈에서 김상수를 대신해 유격수로 출전했다. 2013년 한국시리즈 7차전에서 결정적인 실책을 유도해 통합 3연패에 공헌했다.

### 경찰 야구단시절
2014년 시즌 후 입단하였다.

### 삼성 라이온즈복귀
2016년에 복귀하였다. 2018년 10월 19일에 방출됐다.

### 두산 베어스시절
2019년에 입단하였다.

## 야구선수 은퇴 후
2020년 경북고등학교 코치를 하였다.
2021년부터 2022년까지 두산 베어스의 2군 수비/작전코치로 활동했다.
2023년 삼성 라이온즈 육성군 야수 코치로 활동하였고, 2024년부터 퓨처스 주루 코치로 활동하고 있다.

## 출신 학교
- 대구내당초등학교 (삼성리틀)
- 경복중학교
- 경북고등학교
- 단국대학교

## 통산 기록
| 연도 | 팀명  | 타율  | 경기 | 타수 | 득점 | 안타 | 2루타 | 3루타 | 홈런 | 루타 | 타점 | 도루 | 도실 | 볼넷 | 사구 | 삼진 | 병살 | 실책 |
| ---- | ----- | ----- | ---- | ---- | ---- | ---- | ----- | ----- | ---- | ---- | ---- | ---- | ---- | ---- | ---- | ---- | ---- | ---- |
| 2011 | LG    | 0.200 | 11   | 20   | 1    | 4    | 0     | 1     | 0    | 6    | 2    | 0    | 0    | 0    | 0    | 7    | 0    | 3    |
| 2013 | 삼성  | 0.213 | 54   | 61   | 12   | 13   | 1     | 0     | 0    | 14   | 5    | 0    | 0    | 3    | 1    | 15   | 2    | 2    |
| 2017 | 삼성  | 0.216 | 74   | 74   | 16   | 16   | 0     | 0     | 2    | 22   | 7    | 1    | 0    | 4    | 2    | 21   | 3    | 2    |
| 2018 | 삼성  | 0.067 | 6    | 15   | 1    | 1    | 0     | 0     | 0    | 1    | 2    | 0    | 0    | 0    | 0    | 5    | 1    | 0    |
| 2019 | 두산  | 0.185 | 20   | 27   | 6    | 5    | 1     | 0     | 0    | 6    | 4    | 0    | 0    | 2    | 2    | 4    | 2    | 1    |
| 통산 | 5시즌 | 0.198 | 165  | 197  | 36   | 39   | 2     | 1     | 2    | 49   | 20   | 1    | 0    | 9    | 5    | 52   | 8    | 8    |